# Aetiocetus
Aetiocetus — це рід вимерлого базального містицета, або вусатого кита, який жив 33.9–23.03 мільйона років тому, в олігоцені в північній частині Тихого океану, навколо Японії, Мексики та Орегону, США. Вперше він був описаний Дугласом Емлонгом у 1966 році та наразі містить чотири відомі види: A. cotylalveus, A. polydentatus, A. tomitai та A. weltoni. Ці кити відрізняються збереженням зубів і наявністю поживних отворів, що вказує на те, що вони мали китові вуса. отже, Aetiocetus представляє перехід від зубів до вусів в олігоценових містіцетів.

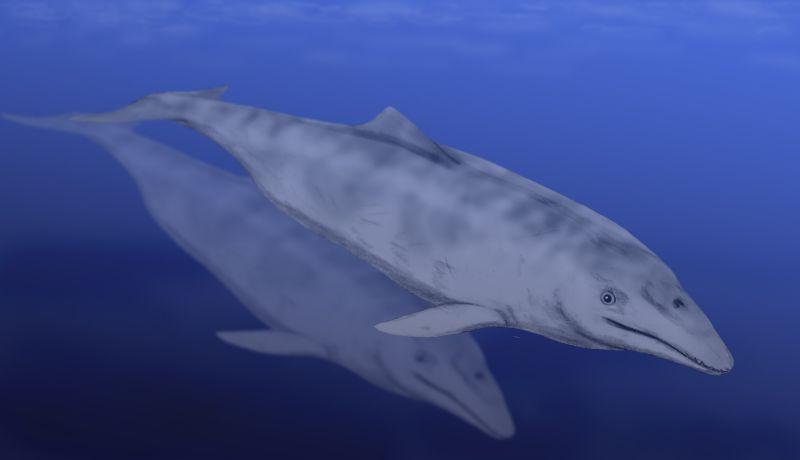
Реставрація A. cotylalveus